# Cyperus densibulbosus
Cyperus densibulbosus är en halvgräsart som beskrevs av Kaare Arnstein Lye. Cyperus densibulbosus ingår i släktet papyrusar, och familjen halvgräs. IUCN kategoriserar arten globalt som sårbar. Inga underarter finns listade i Catalogue of Life.